# Chenalhó
La città di Chenalhó è a capo dell'omonimo comune, nello stato del Chiapas, Messico. Conta 2 656 abitanti secondo le stime del censimento del 2005 e le sue coordinate sono 16°53'N 92°37'W.

Dal 1983, in seguito alla divisione del Sistema de Planeación, è ubicata nella regione economica II: ALTOS.